# Volta a Catalunya de 2012

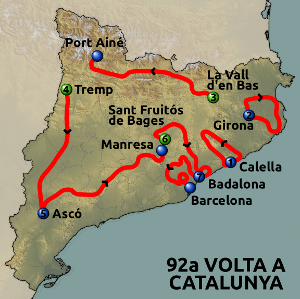
Recorregut de la Volta a Catalunya de 2012

La Volta a Catalunya de 2012 és la 92a edició de la Volta a Catalunya. La cursa es disputà entre el 19 i el 25 de març de 2012 en set etapes i un total de 1.198,6 km. Aquesta era la cinquena prova de l'UCI World Tour 2012.
La cursa fou guanyada pel suís Michael Albasini (GreenEDGE) després d'haver guanyat les dues primeres etapes de la cursa i haver mantingut la diferència aconseguida fins a la finalització d'aquesta. Albasini guanyà la classificació general amb un minut i mig sobre Samuel Sánchez (Euskaltel–Euskadi). Jurgen van den Broeck (Lotto-Belisol, acabà tercer a un minut i trenta-dos segons, igual com 13 ciclistes més.
Quant a la resta de classificacions, Tomasz Marczyński (Vacansoleil-DCM) guanyà la classificació dels esprints, Chris Anker Sørensen (Team Saxo Bank) es feia amb la classificació de la muntanya i el Garmin-Barracuda amb la classificació per equips.

## Consideracions prèvies
A finals del 2011 es va presentar el llibre Volta a Catalunya 1911-2011, un segle d'esport i país de Rafael Vallbona per acabar de celebrar els 100 anys d'història de la Volta, en què fa un repàs a la seva trajectòria i ressalta el paper que ha tingut aquest esdeveniment esportiu "en un segle importantíssim perquè Catalunya entrés a la modernitat".
Després de tres edicions sense la presència de la televisió en directe, finalment un acord televisiu entre TV3 i TVE va permetre que la cursa fos retransmesa en directe. Esport 3 i Teledeporte van ser les cadenes responsables d'emetre la cursa diàriament.
Aquest conveni amb TV3 va permetre que el 15 de març de 2012 es fes la presentació oficial de la cursa als estudis de Sant Joan Despí, en un programa especial en què es va presentar el recorregut de l'edició; el cartell, obra de Ramón Pujol Boira; i es van lliurar les medalles d'honor de la Volta al ciclista Xavier Tondo Volpini, a títol pòstum, el col·laborador de la "Volta" Jordi Cebrian, el fotògraf Manolo Martín i el periodista Sergio Valdivieso.
Per altra banda la crisi generalitzada que afecta Catalunya en aquests darrers anys ha posat la cursa contra les cordes, fent que la mateixa UCI, junt amb la Generalitat de Catalunya hagin hagut de sortir al pas per tal d'assegurar-ne la supervivència. L'UCI farà una aportació econòmica que permetrà quadrar els comptes de la present edició, mentre la federació intentarà fomentar un pla de futur que faci viable la Volta sense necessitat que l'UCI o la Generalitat siguin els patrocinadors. Paral·lelament l'UCI anuncià que la Volta seria prova World Tour, màxima categoria mundial, durant quatre anys més.

## Equips participants
En aquesta edició de la Volta a Catalunya hi prendran part 23 equips: els 18 ProTour, més 5 equips convidats: Andalucía, Caja Rural, Cofidis, Project 1t4i i Saur-Sojasun.
| Núm.    | Codi | Equip                   |
| ------- | ---- | ----------------------- |
| 1-8     | ALM  | AG2R La Mondiale        |
| 11-18   | AST  | Astana Qazaqstan Team   |
| 21-28   | BMC  | BMC Racing Team         |
| 31-38   | EUS  | Euskaltel–Euskadi       |
| 41-48   | FDJ  | FDJ-BigMat              |
| 51-58   | GRM  | Garmin-Barracuda        |
| 61-68   | GEC  | GreenEDGE               |
| 71-78   | KAT  | Team Katusha            |
| 81-88   | LAM  | Lampre-ISD              |
| 91-98   | LIQ  | Liquigas-Cannondale     |
| 101-108 | LTB  | Lotto-Belisol           |
| 111-118 | MOV  | Movistar Team           |
| 121-128 | OPQ  | Omega Pharma-Quick Step |

| Núm.    | Codi | Equip             |
| ------- | ---- | ----------------- |
| 131-138 | RAB  | Rabobank ProTeam  |
| 141-148 | RNT  | RadioShack-Nissan |
| 151-158 | SKY  | Team Sky          |
| 161-168 | SAX  | Team Saxo Bank    |
| 171-178 | VCD  | Vacansoleil-DCM   |
| 181-188 | ACG  | Andalucía         |
| 191-198 | CJR  | Caja Rural        |
| 201-208 | COF  | Cofidis           |
| 211-218 | PRO  | Project 1t4i      |
| 221-228 | SAU  | Saur-Sojasun      |

## Favorits
Alberto Contador (Team Saxo Bank) vencedor de la darrera edició no hi serà per haver estat suspès per dopatge el febrer de 2012 i castigat amb la pèrdua de les victòries aconseguides entre juliol de 2010 i febrer de 2012. Michele Scarponi (Lampre-ISD), vencedor gràcies a aquesta desqualificació, tampoc hi serà present, però amb tot l'elenc de participants en aquesta edició és de luxe.
Andy Schleck (RadioShack-Nissan), Alejandro Valverde (Movistar Team), Bradley Wiggins (Team Sky), vencedor de la recent París-Niça, Ivan Basso (Liquigas-Cannondale), Denís Ménxov (Team Katusha), Samuel Sánchez (Euskaltel–Euskadi), Robert Gesink (Rabobank ProTeam), Levi Leipheimer (Omega Pharma-Quick Step) són ciclistes a tenir en compte per a la victòria final.
Tampoc cal menystenir el paper que poden fer ciclistes com Daniel Martin (Garmin-Barracuda), Christopher Horner (RadioShack-Nissan), Thomas de Gendt (Vacansoleil-DCM), Robert Kiserlovski (Astana Qazaqstan Team), Thor Hushovd, Tejay van Garderen (BMC Racing Team) o Marcel Kittel (Project 1t4i).

## Etapes
| Etapa    | Data       | Ciutats d'etapa                  | km    | Vencedor de l'etapa    | Líder de la general    |
| -------- | ---------- | -------------------------------- | ----- | ---------------------- | ---------------------- |
| 1a etapa | 19 de març | Calella – Calella                | 138,9 | Michael Albasini (SUI) | Michael Albasini (SUI) |
| 2a etapa | 20 de març | Girona – Girona                  | 161,0 | Michael Albasini (SUI) | Michael Albasini (SUI) |
| 3a etapa | 21 de març | Sant Esteve d'en Bas – Canturri  | 155   | Janez Brajkovic (SVN)  | Michael Albasini (SUI) |
| 4a etapa | 22 de març | Tremp – Ascó                     | 199,0 | Rigoberto Urán (COL)   | Michael Albasini (SUI) |
| 5a etapa | 23 de març | Ascó – Manresa                   | 207,1 | Julien Simon (FRA)     | Michael Albasini (SUI) |
| 6a etapa | 24 de març | Sant Fruitós de Bages – Badalona | 169,4 | Samuel Sánchez (ESP)   | Michael Albasini (SUI) |
| 7a etapa | 25 de març | Badalona – Barcelona             | 119,8 | Julien Simon (FRA)     | Michael Albasini (SUI) |

### 1a etapa
Calella – Calella. 19 de març, 138,9 km
Etapa amb inici i final a Calella. La sortida es fa en direcció nord, cap a Malgrat de Mar, tot resseguint la costa per tot seguit prendre direcció Tordera i el Vallès. A Arbúcies (km. 40,7) hi ha el primer esprint intermedi i tot seguit iniciar l'ascens al primer port de la present edició de la Volta, l'alt de Viladrau (15,5 km al 3,0%), de 2a categoria (km 58,4). Després de passar per Seva s'inicia l'ascensió al Collformic (9,2 km al 4,0%), de 1a categoria (km 82,2). Un llarg descens durà els ciclistes fins a Sant Esteve de Palautordera (km 102) on hi ha el segon esprint del dia, i cap a Vallgorguina, on hauran de superar la darrera de les dificultats muntanyoses del dia, l'alt de Collsacreu (9,3 km al 3,0%) de 3a categoria (km 120,9). El descens durà els ciclistes a Arenys de Munt, Sant Iscle de Vallalta, Sant Pol de Mar i novament els carrers de Calella, on tindrà lloc l'arribada.
Després d'un primer intent d'escapada sense èxit per part de Cédric Pineau (FDJ-BigMat), es forma l'escapada del dia integrada per cinc homes: Michael Albasini (GreenEDGE), Ben Gastauer (AG2R La Mondiale), Timmy Duggan (Liquigas-Cannondale), Nicolas Edet (Cofidis) i Anthony Delaplace (Saur-Sojasun) al pas per Arbúcies, vila que acull el primer esprint intermedi de la cursa. Els cinc ciclistes augmenten les diferències sobre el gran grup fins a situar-se en sis minuts en algun moment de l'ascensió a l'alt de Viladrau. En l'ascensió a Collformic la diferència s'ha reduït a tres minuts, però aquesta torna a augmentar en el descens. En aquest punt de la cursa la pluja i la calamarsa fan acte de presència.
En l'ascensió a l'alt de Collsacreu Albasini ha intensificat el seu ritme, deixant enrere la resta de companys d'escapada. En un primer moment, Delaplace i Edet tractaren de seguir Albasini, però no ho aconseguiren, mentre que Duggan i Gastauer quedaren despenjats. Pel darrere el RadioShack-Nissan va agafar les regne del gran grup per intentar apropar-se als escapats, però finalment la victòria fou per Albasini, que es presentà amb 42" respecte Delaplace i 1' 32" sobre el gran grup. A més de liderar la classificació general, Albasini aconseguia el lideratge de la muntanya després de passar en primera posició per dos dels tres ports del dia.
|    | Ciclista                | Equip                 | Temps      |
| -- | ----------------------- | --------------------- | ---------- |
| 1  | Michael Albasini (SUI)  | GreenEDGE             | 3h 20' 04" |
| 2  | Anthony Delaplace (FRA) | Saur-Sojasun          | + 42"      |
| 3  | Nicolas Edet (FRA)      | Cofidis               | + 1' 14"   |
| 4  | Kenny van Hummel (NED)  | Vacansoleil-DCM       | + 1' 32"   |
| 5  | Ben Gastauer (LUX)      | AG2R La Mondiale      | + 1' 32"   |
| 6  | Roger Kluge (GER)       | Project 1t4i          | + 1' 32"   |
| 7  | Allan Davis (AUS)       | GreenEDGE             | + 1' 32"   |
| 8  | Fabio Sabatini (ITA)    | Liquigas-Cannondale   | + 1' 32"   |
| 9  | Davide Appollonio (ITA) | Team Sky              | + 1' 32"   |
| 10 | Francesco Gavazzi (ITA) | Astana Qazaqstan Team | + 1' 32"   |

|    | Ciclista                | Equip                 | Temps      |
| -- | ----------------------- | --------------------- | ---------- |
| 1  | Michael Albasini (SUI)  | GreenEDGE             | 3h 20' 04" |
| 2  | Anthony Delaplace (FRA) | Saur-Sojasun          | + 42"      |
| 3  | Nicolas Edet (FRA)      | Cofidis               | + 1' 14"   |
| 4  | Kenny van Hummel (NED)  | Vacansoleil-DCM       | + 1' 32"   |
| 5  | Ben Gastauer (LUX)      | AG2R La Mondiale      | + 1' 32"   |
| 6  | Roger Kluge (GER)       | Project 1t4i          | + 1' 32"   |
| 7  | Allan Davis (AUS)       | GreenEDGE             | + 1' 32"   |
| 8  | Fabio Sabatini (ITA)    | Liquigas-Cannondale   | + 1' 32"   |
| 9  | Davide Appollonio (ITA) | Team Sky              | + 1' 32"   |
| 10 | Francesco Gavazzi (ITA) | Astana Qazaqstan Team | + 1' 32"   |

### 2a etapa
Girona – Girona. 20 de març, 161,0 km
Etapa per la zona de l'Empordà, amb un recorregut circular amb inici i final a Girona. La sortida es pren en direcció a Banyoles (km 17), on hi ha el primer esprint del dia. Tot seguit es va cap a la costa, fins a arribar a L'Escala i d'aquí es marxa cap al sud, per Torroella de Montgrí, Pals, Palafrugell i Calonge, on comença la primera de les dificultats muntanyoses del dia, l'alt de la Canga (3,7 km al 4,0%), de 3a categoria. Un ràpid descens durà els ciclistes fins a La Bisbal d'Empordà (km 130,4), on hi ha el segon esprint del dia. Després de superar Monells s'inicia l'ascens a la darrera de les dificultats del dia, l'alt dels Àngels (6,0 km al 5,5%), de 3a categoria, des del cim del qual sols quedaran 14 km fins a l'arribada a Girona.
Tres ciclistes, Jordi Simón (Andalucía), Julián Sánchez Pimienta (Caja Rural) i Cyril Bessy (Saur-Sojasun) s'escapen del gran grup al km 12 d'etapa, arribant a tenir una màxima diferència superior als 7 minuts. El GreenEDGE, interessat a mantenir el lideratge de Michael Albasini fou l'encarregat de reduir les diferències. Al pas per l'avituallament la diferència s'havia reduït a 2 minuts. En aquest punt Alejandro Valverde (Movistar Team), el gran favorit a la victòria final, patí una caiguda que li provocà perdre contacte amb el grup dels favorits. Pel davant l'Omega Pharma-Quick Step es posà al capdavant del grup principal accelerant el ritme per tal de distanciar un Valverde endarrerit. L'ascensió a l'alt dels Àngels provocà el trencament del pilot en nombrosos grups a causa del fort ritme imposat pels favorits a la victòria final. En el descens Damiano Cunego (Lampre-ISD), Daniel Martin (Garmin-Barracuda i Matteo Carrara (Vacansoleil-DCM aconseguiren fins a 10" de diferència, però foren agafats a manca de 2 km per a l'arribada. La victòria se la jugaren a l'esprint, sent el més ràpid el líder, Michael Albasini, que guanyà amb claredat a la meta de Girona. Valverde finalment perdé 2 minuts i 9 segons en l'arribada, temps al qual cal sumar 20" de penalització per haver seguit els cotxes durant la persecució.
|    | Ciclista                 | Equip                   | Temps      |
| -- | ------------------------ | ----------------------- | ---------- |
| 1  | Michael Albasini (SUI)   | GreenEDGE               | 3h 52' 07" |
| 2  | Dario Cataldo (ITA)      | Omega Pharma-Quick Step | m. t.      |
| 3  | Rigoberto Urán (COL)     | Team Sky                | m. t.      |
| 4  | Damiano Cunego (ITA)     | Lampre-ISD              | m. t.      |
| 5  | Ryder Hesjedal (CAN)     | Garmin-Barracuda        | m. t.      |
| 6  | Sergio Pardilla (ESP)    | Movistar Team           | m. t.      |
| 7  | Arnold Jeannesson (FRA)  | FDJ-BigMat              | m. t.      |
| 8  | Alberto Losada (CAT)     | Team Katusha            | m. t.      |
| 9  | Richie Porte (AUS)       | Team Sky                | m. t.      |
| 10 | Robert Kišerlovski (CRO) | Astana Qazaqstan Team   | m. t.      |

|    | Ciclista                    | Equip             | Temps      |
| -- | --------------------------- | ----------------- | ---------- |
| 1  | Michael Albasini (SUI)      | GreenEDGE         | 7h 12' 11" |
| 2  | Ryder Hesjedal (CAN)        | Garmin-Barracuda  | + 1' 32"   |
| 3  | Mickaël Cherel (FRA)        | AG2R La Mondiale  | + 1' 32"   |
| 4  | Steve Morabito (SUI)        | BMC Racing Team   | + 1' 32"   |
| 5  | Arnold Jeannesson (FRA)     | FDJ-BigMat        | + 1' 32"   |
| 6  | Daniel Martin (IRL)         | Garmin-Barracuda  | + 1' 32"   |
| 7  | Richie Porte (AUS)          | Team Sky          | + 1' 32"   |
| 8  | Jurgen Van Den Broeck (BEL) | Lotto-Belisol     | + 1' 32"   |
| 9  | Jakob Fuglsang (DEN)        | RadioShack-Nissan | + 1' 32"   |
| 10 | Damiano Cunego (ITA)        | Lampre-ISD        | + 1' 32"   |

### 3a etapa
La Vall d'en Bas – Port Ainé. 21 de març, 210,9 km
Etapa reina i més llarga de la present edició, amb 2 ports de primera i 2 de categoria especial per superar. Sols de sortida els ciclistes s'hauran d'enfrontar a les rampes de l'alt de Coubet (9,8 km al 5,5%), de 1a categoria (km 17,3). El descens durà els ciclistes cap a Ripoll i Ribes de Freser, on comença la llarga ascensió a la collada de Toses (24,5 km al 4,0%), de 1a categoria (km 74,5). El descens, per La Molina, durà els ciclistes a Bellver de Cerdanya i la Seu d'Urgell, on hi ha el primer esprint del dia (km 133,7). A Adrall s'iniciarà l'ascens al coll del Cantó (24,6 km al 4,8%), de categoria especial (km 166,5). Un llarg i ràpid descens durà a Sort, on hi ha el segon esprint del dia (km 185,3) i poc després s'inicia l'ascensió a Port Ainé (18,9 km al 6,5%), de categoria especial i punt final de l'etapa.
L'etapa reina de la present edició ha estat marcada per la pluja, el fred i la neu que ha caigut durant quasi tot el trajecte. Aquesta neu ha impossibilitat arribar fins a Port Ainé, finalitzant l'etapa al quilòmetre 155, a Canturri, en l'ascensió al port del Cantó.
El dia es despertava amb l'anunci de la retirada d'Alejandro Valverde (Movistar Team) per la caiguda patida en l'etapa anterior. Durant l'etapa la pluja no ha deixat d'acompanyar els ciclistes. Al pas per Olot, km.5, una caiguda provoca l'abandonament de Julian Dean i Frantisek Rabon, els quals són traslladats a l'hospital. Els primers a intentar l'escapada són Romain Bardet (AG2R La Mondiale), Tejay van Garderen (BMC Racing Team), Amets Txurruka (Euskaltel–Euskadi) i Laurens ten Dam (Rabobank ProTeam) en l'ascensió a l'alt de Coubet, però ràpidament són neutralitzats. Altres corredors intentaran l'escapada en els següents quilòmetres fins a configurar-se una escapada formada per 11 ciclistes en el descens del primer port del dia. Els escapats són Romain Bardet, Mikaël Cherel (AG2R La Mondiale), Janez Brajkovic (Astana Qazaqstan Team), Johann Tschopp (BMC Racing Team), Christian Vande Velde (Garmin-Barracuda), Petr Ignatenko, Timofey Kritskiy (Team Katusha), Michał Gołaś (Omega Pharma-Quick Step), Steven Kruijswijk (Rabobank ProTeam), Thomas Rohregger (RadioShack-Nissan) i Chris Anker Sørensen (Team Saxo Bank), que a poc a poc augmenten les diferències fins a arribar a 10' 50" en el km 122, poc després de l'avituallament. Les difícils condicions meteorològiques provoquen fins a 33 abandonaments, entre ells bona part dels favorits, com Andy Schleck (RadioShack-Nissan), Ivan Basso (Liquigas-Cannondale), Bradley Wiggins (Team Sky) o Tejay Van Garderen, i que finalment els jutges decidissin escurçar l'etapa, sent Janez Brajkovic (Astana Qazaqstan Team) el primer en passar per la nova arribada.
Finalment els jutges van decidir donar la victòria a Brajkovic, però eliminant els temps de l'etapa, per la qual cosa Michael Albasini manté el lideratge.
|    | Ciclista                    | Equip                   | Temps |
| -- | --------------------------- | ----------------------- | ----- |
| 1  | Janez Brajkovic (SVN)       | Astana Qazaqstan Team   | 01"   |
| 2  | Michał Gołaś (POL)          | Omega Pharma-Quick Step | m. t. |
| 3  | Matteo Carrara (ITA)        | Vacansoleil-DCM         | m. t. |
| 4  | Mikael Cherel (FRA)         | AG2R La Mondiale        | m. t. |
| 5  | Chris Anker Sørensen (DEN)  | Team Saxo Bank          | m. t. |
| 6  | Christian Vande Velde (USA) | Garmin-Barracuda        | m. t. |
| 7  | Thomas Rohregger (AUT)      | RadioShack-Nissan       | m. t. |
| 8  | Johann Tschopp (SUI)        | BMC Racing Team         | m. t. |
| 9  | Steven Kruijswijk (NED)     | Rabobank ProTeam        | m. t. |
| 10 | Romain Bardet (FRA)         | AG2R La Mondiale        | m. t. |

|    | Ciclista                    | Equip             | Temps      |
| -- | --------------------------- | ----------------- | ---------- |
| 1  | Michael Albasini (SUI)      | GreenEDGE         | 7h 12' 12" |
| 2  | Ryder Hesjedal (CAN)        | Garmin-Barracuda  | + 1' 32"   |
| 3  | Mickaël Cherel (FRA)        | AG2R La Mondiale  | + 1' 32"   |
| 4  | Steve Morabito (SUI)        | BMC Racing Team   | + 1' 32"   |
| 5  | Arnold Jeannesson (FRA)     | FDJ-BigMat        | + 1' 32"   |
| 6  | Daniel Martin (IRL)         | Garmin-Barracuda  | + 1' 32"   |
| 7  | Jurgen Van Den Broeck (BEL) | Lotto-Belisol     | + 1' 32"   |
| 8  | Jakob Fuglsang (DEN)        | RadioShack-Nissan | + 1' 32"   |
| 9  | Damiano Cunego (ITA)        | Lampre-ISD        | + 1' 32"   |
| 10 | Thomas Danielson (USA)      | Garmin-Barracuda  | + 1' 32"   |

### 4a etapa
Tremp – Ascó. 22 de març, 199,0 km
Primers quilòmetres en lleuger descens fins que al km 22,6 comença l'ascensió a l'alt de Fontllonga (5,2 km al 5,5%), de 2a categoria (km 27,5). Seguiran per la C-13 cap a Camarasa i Térmens (km 64,1), on hi haurà el primer esprint del dia i un cop passat Lleida prendran la C-12 que els durà fins a Ascó, on s'inicia un circuit de 28 km al qual donaran dues voltes. En aquest circuit es troba el coll de Paumeres (8,6 km al 5,6%), de 2a categoria, pel qual passaran dues vegades (km 150,0 i 179,8 km). En el segon pas per Ascó hi haurà el segon esprint, mentre que el tercer pas serà el definitiu.
Després de la caòtica etapa del dia anterior, la quarta etapa s'inicia sense la presència de dos dels deu primers classificats: Arnold Jeannesson (FDJ-BigMat) i Jakob Fuglsang (RadioShack-Nissan). Per altra banda cinc equips que havien passat la nit a Port Ainé i havien quedat incomunicats han pogut afegir-se amb normalitat a la cursa després que les màquines netegessin la carretera i baixessin escortats pels Mossos. Només començar l'etapa es forma l'escapada del dia, formada per Julián Sánchez Pimienta (Caja Rural), Jesús Rosendo (Andalucía) i Romain Zingle (Cofidis).
Els escapats obren diferència ràpidament, sent de vora 5' als 17 km, però a partir d'aquell moment el gran grup controla la diferència, disminuint a poc a poc fins a ser agafats per un grup de 25 unitats només coronar el coll de Paumeres per primera vegada. Rigoberto Urán (Team Sky) intenta l'escapada en el descens, junt amb Sandy Casar (Cofidis) i Tomasz Marczyński (Vacansoleil-DCM). Aconsegueixen fins a 30" sobre un primer grup en què hi ha tots els favorits a victòria final, però en el segon ascens a Paumeres són neutralitzats. En els darrers metres de l'ascensió el líder Albasini cedeix uns metres, marxant al davant un grupet format per Levi Leipheimer (Omega Pharma-Quick Step), Sylwester Szmyd (Liquigas-Cannondale), Rigoberto Urán (Team Sky), Denís Ménxov Team Katusha, David Moncoutié (Cofidis) i Samuel Sánchez (Euskaltel–Euskadi). Aquest grup assoleix una màxima diferència de 20", però finalment són neutralitzats en els darrers metres d'etapa pel grup del líder. Amb tot els quatre primers classificats de l'etapa seran membres d'aquest grup, sent el vencedor de l'etapa Rigoberto Urán. Albasini manté el lideratge, mentre que Ryder Hesjedal (Garmin-Barracuda) i Mickaël Cherel (AG2R La Mondiale) 44" i 1' 56" respectivament i totes les opcions a la victòria final.
|    | Ciclista                    | Equip                   | Temps      |
| -- | --------------------------- | ----------------------- | ---------- |
| 1  | Rigoberto Urán (COL)        | Team Sky                | 5h 13' 12" |
| 2  | Denís Ménxov (RUS)          | Team Katusha            | m. t.      |
| 3  | Sylwester Szmyd (POL)       | Liquigas-Cannondale     | m. t.      |
| 4  | David Moncoutié (FRA)       | Cofidis                 | m. t.      |
| 5  | Jurgen van den Broeck (BEL) | Bouygues Telecom        | m. t.      |
| 6  | Samuel Sánchez (ESP)        | Euskaltel–Euskadi       | m. t.      |
| 7  | Matteo Carrara (ITA)        | Vacansoleil-DCM         | m. t.      |
| 8  | Dario Cataldo (ITA)         | Omega Pharma-Quick Step | m. t.      |
| 9  | Julien Simon (FRA)          | Saur-Sojasun            | m. t.      |
| 10 | Robert Kišerlovski (CRO)    | Astana Qazaqstan Team   | m. t.      |

|    | Ciclista                    | Equip                 | Temps        |
| -- | --------------------------- | --------------------- | ------------ |
| 1  | Michael Albasini (SUI)      | GreenEDGE             | 12h 25' 24"" |
| 2  | Steve Morabito (SUI)        | BMC Racing Team       | + 1' 32"     |
| 3  | Jurgen van den Broeck (BEL) | Lotto-Belisol         | + 1' 32"     |
| 4  | Daniel Martin (IRL)         | Garmin-Barracuda      | + 1' 32"     |
| 5  | Samuel Sánchez (ESP)        | Euskaltel–Euskadi     | + 1' 32"     |
| 6  | Rigoberto Urán (COL)        | Team Sky              | + 1' 32"     |
| 7  | Sergio Pardilla (ESP)       | Movistar Team         | + 1' 32"     |
| 8  | Damiano Cunego (ITA)        | Lampre-ISD            | + 1' 32"     |
| 9  | Thomas Danielson (USA)      | Garmin-Barracuda      | + 1' 32"     |
| 10 | Robert Kišerlovski (CRO)    | Astana Qazaqstan Team | + 1' 32"     |

### 5a etapa
Ascó – Manresa. 23 de març, 207,1 km
Etapa trenca-cames, tot i que amb sols dues dificultats muntanyoses puntuables. Els primers 56 km són en contínua ascensió, des del nivell de mar fins a Vilanova de Prades. De camí hauran superat el primer port del dia, l'alt de La Granadella (6,5 km al 5,0%), de 2a categoria. Ràpid descens cap a Montblanc i nou tram ascendent per Sarral i Santa Coloma de Queralt, on hi ha el primer esprint (km 108,0). La ruta continua per Igualada, Òdena, Marganell i Monistrol de Montserrat, on hi ha el segon esprint (km 176,2). Tot seguit s'inicia l'ascens a Montserrat (7,6 km al 5,5%), de 1a categoria i a sols 23 km de l'arribada a Manresa.
Continus intents d'escapada es produeixen en la primera part de l'etapa, però no serà fins al km 85 quan es formi l'escapada del dia. Sis ciclistes, Mathias Frank (BMC Racing Team), Kristof Vandewalle (Omega Pharma-Quick Step), Chris Anker Sørensen (Team Saxo Bank), Tomasz Marczyński (Vacansoleil-DCM), Marcos García (Caja Rural) i Nicolas Edet (Cofidis) obriran diferències ràpidament, sent de set minuts i mig a l'esprint de Santa Coloma de Queralt (km 108). Aquesta diferència es va anar reduint a mesura que els equips amb interessos en la general es posaven al capdavant. A manca de 50 km els escapats encara mantenien 5 minuts. En l'ascens a l'alt de Montserrat les diferències es reduïren a marxes forçades, mantenint tan sols 23" al pas pel cim respecte al grup dels favorits. En el tram de tobogans fins a can Massana, abans d'iniciar el descens, foren agafats per un petit grupet en què hi havia tots els primeres espases de la present edició. Damiano Cunego (Lampre-ISD), Levi Leipheimer (Omega Pharma-Quick Step) i Samuel Sánchez (Euskaltel–Euskadi) foren els que més lluitaren per deixar enrere el líder, però aquest resistí tots els atacs. A manca de 4 km, i quan l'Omega Pharma-Quick Step tirava al capdavant del grupet, Cunego punxà, reintegrant-se al grup en el darrer moment, tot i que ja sense opcions per a la victòria d'etapa. En l'esprint Julien Simon (Saur-Sojasun) demostrà ser el més ràpid. Michael Albasini, setè, conservà el lideratge.
|    | Ciclista                    | Equip                   | Temps      |
| -- | --------------------------- | ----------------------- | ---------- |
| 1  | Julien Simon (FRA)          | Saur-Sojasun            | 4h 58' 27" |
| 2  | Rigoberto Urán (COL)        | Team Sky                | s.t.       |
| 3  | Sylwester Szmyd (POL)       | Liquigas-Cannondale     | s.t.       |
| 4  | Samuel Sánchez (ESP)        | Euskaltel–Euskadi       | s.t.       |
| 5  | Dario Cataldo (ITA)         | Omega Pharma-Quick Step | s.t.       |
| 6  | Jurgen van den Broeck (BEL) | Lotto-Belisol           | s.t.       |
| 7  | Michael Albasini (SUI)      | GreenEDGE               | s.t.       |
| 8  | Denís Ménxov (RUS)          | Team Katusha            | s.t.       |
| 9  | Daniel Martin (IRL)         | Garmin-Barracuda        | s.t.       |
| 10 | Robert Kišerlovski (CRO)    | Astana Qazaqstan Team   | s.t.       |

|    | Ciclista                    | Equip                   | Temps       |
| -- | --------------------------- | ----------------------- | ----------- |
| 1  | Michael Albasini (SUI)      | GreenEDGE               | 17h 23' 51" |
| 2  | Jurgen van den Broeck (BEL) | Lotto-Belisol           | + 1' 32"    |
| 3  | Daniel Martin (IRL)         | Garmin-Barracuda        | + 1' 32"    |
| 4  | Samuel Sánchez (ESP)        | Euskaltel–Euskadi       | + 1' 32"    |
| 5  | Rigoberto Urán (COL)        | Team Sky                | + 1' 32"    |
| 6  | Damiano Cunego (ITA)        | Lampre-ISD              | + 1' 32"    |
| 7  | Tom Danielson (USA)         | Garmin-Barracuda        | + 1' 32"    |
| 8  | Sergio Pardilla (ESP)       | Movistar Team           | + 1' 32"    |
| 9  | Robert Kišerlovski (CRO)    | Astana Qazaqstan Team   | + 1' 32"    |
| 10 | Dario Cataldo (ITA)         | Omega Pharma-Quick Step | + 1' 32"    |

### 6a etapa
Sant Fruitós de Bages – Badalona. 24 de març, 169,4 km

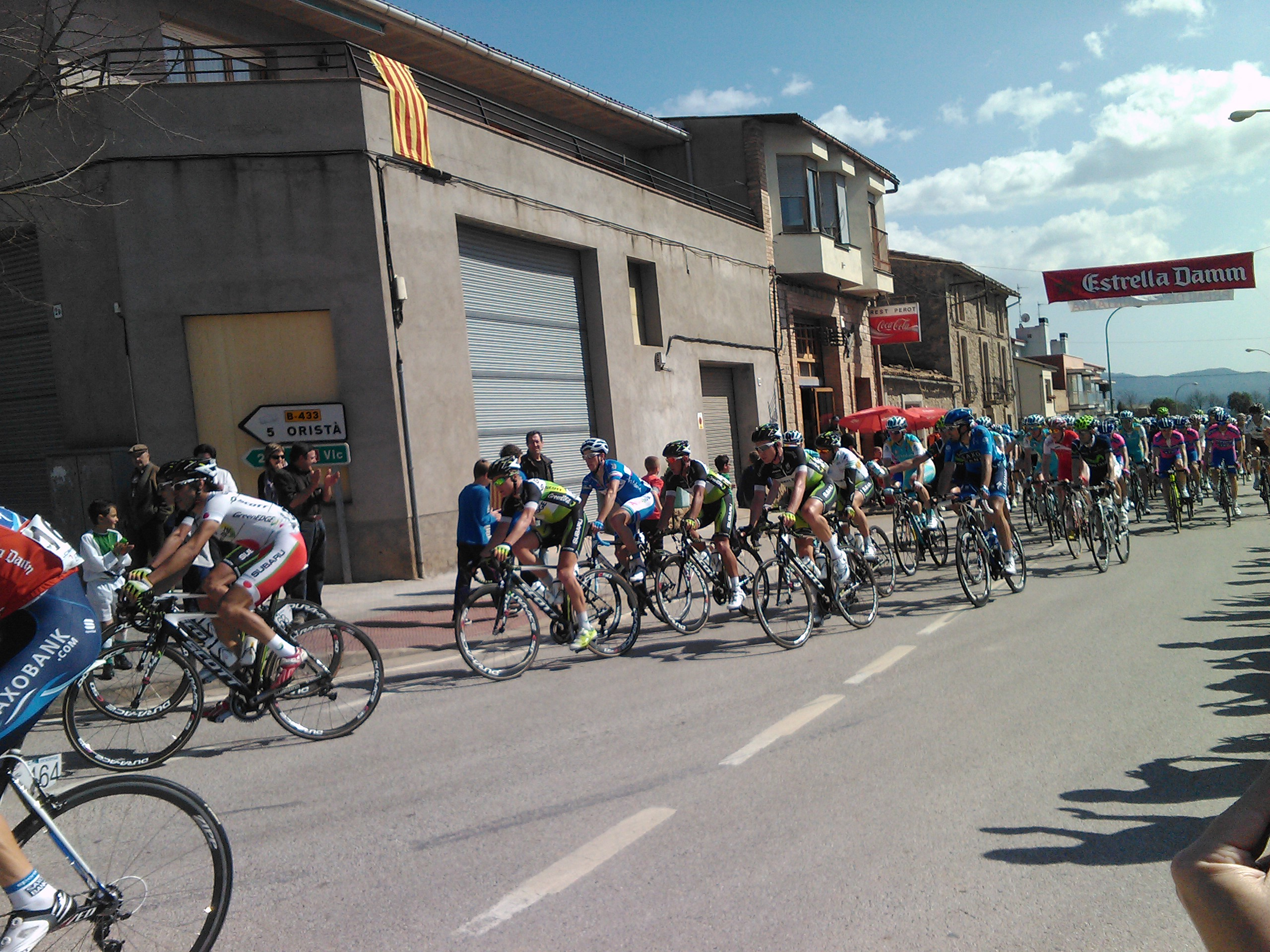
Pas del pilot per Sant Feliu Sasserra, on es pot veure el líder de la classificació general, Michael Albasini

Etapa que durà les ciclistes des del centre de Catalunya cap a la costa. Els ciclistes surten de Manresa cap a Súria on comença la primera dificultat del dia, l'alt de Vilareres (7,6 km al 3,0%), de 3a categoria (km 28). D'aquí baixaran cap a Balsareny i Avinyó, on comença el segon port, l'alt de Sant Feliu Sasserra (7,1 km al 2,8%), de 3a categoria (km 57,1). Amb un trajecte en tendència ascendent pel Moianès, no serà fins a l'Estany quan s'iniciï un llarg i suau descens, que els durà al Vallès. A Santa Eulàlia de Ronçana hi ha el primer esprint del dia (km 115,2) i a Mollet del Vallès (km 137,2) el segon. Poc després s'inicia l'alt de la Conreria (4,6 km al 5,5%), de 2a categoria (km 147,1) i un ràpid descens cap a Badalona, on es farà un petit circuit pels carrers de la ciutat.
Nombrosos intents d'escapada es produeixen durant els primers quilòmetres, però tots ells són neutralitzats pel gran grup. No serà fins al km 40 quan David Moncoutié (Cofidis) i Cédric Pineau (FDJ-BigMat) prenguin un petit marge respecte al grup principal. Poc després se'ls uneix Mickaël Cherel (AG2R La Mondiale). Al km 72 km disposen de 3', moment en què la cursa queda aturada pel greu accident que pateix una motocicleta dels Mossos d'Esquadra en xocar frontalment amb un cotxe. A l'espera de ser evacuats en helicòpter a un hospital la cursa queda aturada durant 40 minuts.
En reprendre's la cursa els escapats mantenien la distància, però ràpidament desapareix, fins a ser neutralitzats poc després de l'esprint de Santa Eulàlia de Ronçana per un pilot encapçalat pel Caja Rural. Poc després es forma un quartet integrat per Jussi Veikkanen (FDJ-BigMat) Janez Brajkovic (Astana Qazaqstan Team), Romain Zingle (Cofidis) i Yann Huguet (Project 1t4i) que encapçalen la cursa al pas per l'esprint de Mollet del Vallès, però són agafats poc abans de començar l'ascens a l'alt de la Conreria. El grup passa compacte per l'alt i en el descens Alberto Losada (Team Katusha) pren uns metres de diferència, però és neutralitzat poc després. Seran nombrosos els intents d'escapada en els darrers quilòmetres, ja pels carrers de Badalona. Quan tot feia pensar en un esprint final, Samuel Sánchez Euskaltel–Euskadi salta del gran grup a manca d'un quilòmetre aprofitant un terreny una mica ascendent, plantant-se a meta amb dos segons sobre la resta del pilot i aconseguint d'aquesta manera la primera victòria de l'equip de la present temporada. Albasini manté el liderat i Sánchez passa a la segona posició.
|    | Ciclista                    | Equip                 | Temps      |
| -- | --------------------------- | --------------------- | ---------- |
| 1  | Samuel Sánchez (ESP)        | Euskaltel–Euskadi     | 4h 04' 50" |
| 2  | Allan Davis (AUS)           | GreenEDGE             | + 2"       |
| 3  | Julien Simon (FRA)          | Saur-Sojasun          | + 2"       |
| 4  | Juan José Haedo (ARG)       | Team Saxo Bank        | + 2"       |
| 5  | Damiano Cunego (ITA)        | Lampre-ISD            | + 2"       |
| 6  | Francesco Gavazzi (ITA)     | Astana Qazaqstan Team | + 2"       |
| 7  | Fabio Sabatini (ITA)        | Liquigas-Cannondale   | + 2"       |
| 8  | Daniel Martin (IRL)         | Garmin-Barracuda      | + 2"       |
| 9  | Davide Appollonio (ITA)     | Team Sky              | + 2"       |
| 10 | Jurgen van den Broeck (BEL) | Lotto-Belisol         | + 2"       |

|    | Ciclista                    | Equip                   | Temps       |
| -- | --------------------------- | ----------------------- | ----------- |
| 1  | Michael Albasini (SUI)      | GreenEDGE               | 21h 28' 43" |
| 2  | Samuel Sánchez (ESP)        | Euskaltel–Euskadi       | + 1' 30"    |
| 3  | Jurgen Van Den Broeck (BEL) | Lotto-Belisol           | + 1' 32"    |
| 4  | Daniel Martin (IRL)         | Garmin-Barracuda        | + 1' 32"    |
| 5  | Rigoberto Urán (COL)        | Team Sky                | + 1' 32"    |
| 6  | Damiano Cunego (ITA)        | Lampre-ISD              | + 1' 32"    |
| 7  | Sergio Pardilla (ESP)       | Movistar Team           | + 1' 32"    |
| 8  | Robert Kišerlovski (CRO)    | Astana Qazaqstan Team   | + 1' 32"    |
| 9  | Dario Cataldo (ITA)         | Omega Pharma-Quick Step | + 1' 32"    |
| 10 | Matteo Carrara (ITA)        | Vacansoleil-DCM         | + 1' 32"    |

### 7a etapa
Badalona – Barcelona. 25 de març, 119,8 km
Darrera etapa de la present edició de la Volta, tota ella pels voltants de Barcelona. De Badalona se surt en direcció cap al Vallès, per anar a Sabadell i Terrassa i poc després començar l'ascens a l'alt d'Ullastrell (2,9 km al 3,5%), de 3a categoria (km 50,2). A Martorell enfilaran cap a Castellbisbal, on hi ha el segon dels ports del dia (1,9 km al 5,0%), de 3a categoria (km 69,1). D'aquí cap a Molins de Rei per endinsar-se a Collserola per la qual discorren els darrers quilòmetres d'etapa en un continu pujar i baixar. Primer l'alt del Tibidabo (14,6 km al 3,0%), de 2a categoria (km 93,6) i poc després el de Vallvidrera, venint des de Sant Cugat del Vallès (2,3 km al 4,5%), de 3a categoria (km 114,8), a tan sols 5 km de l'arribada a Sarrià, en el punt en què sortí la primera edició de la Volta a Catalunya, el 1911.
Només sortir de Badalona es forma la primera escapada del dia, integrada per nou ciclistes, però que sempre estarà controlada pel gran grup i mai arribant a superar el minut i mig. Javier Ramírez Abeja serà el primer a passar per l'alt d'Ullastrell i Petr Ignatenko ho farà pel de Castellbisbal. En aquest port el pilot, encapçalat pel GreenEDGE i Garmin-Barracuda redueix la distància per sota del minut. Gatis Smukulis (Team Katusha), Aleksandr Diatxenko (Astana Qazaqstan Team) i Nicolas Edet (Cofidis) són els darrers en mantenir-se al capdavant, però pel darrere els agafa Tom Danielson (Garmin-Barracuda). Poc després són neutralitzats i en el descens del Tibidabo Luis León Sánchez (Rabobank ProTeam) pren fins a un minut sobre la resta de favorits, però també és neutralitzat poc abans de coronar l'alt de Vallvidrera. Tot i el fort ritme que hi ha en l'ascensió tots els favorits arriben junts a meta i en l'esprint es proclama vencedor Julien Simon Saur-Sojasun, que d'aquesta manera aconsegueix la seva segona victòria d'etapa de la present edició. Michael Albasini es proclama vencedor final, amb un minut i mig sobre Samuel Sánchez.
|    | Ciclista                    | Equip                 | Temps      |
| -- | --------------------------- | --------------------- | ---------- |
| 1  | Julien Simon (FRA)          | Saur-Sojasun          | 2h 47' 02" |
| 2  | Francesco Gavazzi (ITA)     | Astana Qazaqstan Team | s.t.       |
| 3  | Damiano Cunego (ITA)        | Lampre-ISD            | s.t.       |
| 4  | Rigoberto Urán (COL)        | Team Sky              | s.t.       |
| 5  | Robert Kišerlovski (CRO)    | Astana Qazaqstan Team | s.t.       |
| 6  | Jurgen van den Broeck (BEL) | Lotto-Belisol         | s.t.       |
| 7  | Steven Kruijswijk (NED)     | Rabobank ProTeam      | s.t.       |
| 8  | Romain Bardet (FRA)         | AG2R La Mondiale      | s.t.       |
| 9  | Maciej Paterski (POL)       | Liquigas-Cannondale   | s.t.       |
| 10 | Denís Ménxov (RUS)          | Team Katusha          | s.t.       |

|    | Ciclista                    | Equip                   | Temps       |
| -- | --------------------------- | ----------------------- | ----------- |
| 1  | Michael Albasini (SUI)      | GreenEDGE               | 21h 28' 43" |
| 2  | Samuel Sánchez (ESP)        | Euskaltel–Euskadi       | + 1' 30"    |
| 3  | Jurgen Van Den Broeck (BEL) | Lotto-Belisol           | + 1' 32"    |
| 4  | Daniel Martin (IRL)         | Garmin-Barracuda        | + 1' 32"    |
| 5  | Rigoberto Urán (COL)        | Team Sky                | + 1' 32"    |
| 6  | Damiano Cunego (ITA)        | Lampre-ISD              | + 1' 32"    |
| 7  | Robert Kišerlovski (CRO)    | Astana Qazaqstan Team   | + 1' 32"    |
| 8  | Matteo Carrara (ITA)        | Vacansoleil-DCM         | + 1' 32"    |
| 9  | Dario Cataldo (ITA)         | Omega Pharma-Quick Step | + 1' 32"    |
| 10 | Sergio Pardilla (ESP)       | Movistar Team           | + 1' 32"    |

## Classificacions finals

### Classificació general
|    | Ciclista                    | Equip                   | Temps       |
| -- | --------------------------- | ----------------------- | ----------- |
| 1  | Michael Albasini (SUI)      | GreenEDGE               | 21h 28' 43" |
| 2  | Samuel Sánchez (ESP)        | Euskaltel–Euskadi       | + 1' 30"    |
| 3  | Jurgen Van Den Broeck (BEL) | Lotto-Belisol           | + 1' 32"    |
| 4  | Daniel Martin (IRL)         | Garmin-Barracuda        | + 1' 32"    |
| 5  | Rigoberto Urán (COL)        | Team Sky                | + 1' 32"    |
| 6  | Damiano Cunego (ITA)        | Lampre-ISD              | + 1' 32"    |
| 7  | Robert Kišerlovski (CRO)    | Astana Qazaqstan Team   | + 1' 32"    |
| 8  | Matteo Carrara (ITA)        | Vacansoleil-DCM         | + 1' 32"    |
| 9  | Dario Cataldo (ITA)         | Omega Pharma-Quick Step | + 1' 32"    |
| 10 | Sergio Pardilla (ESP)       | Movistar Team           | + 1' 32"    |

### Classificacions secundàries
|   | Ciclista                   | Equip            | Punts |
| - | -------------------------- | ---------------- | ----- |
| 1 | Chris Anker Sørensen (DEN) | Team Saxo Bank   | 67    |
| 2 | Thomas Danielson (USA)     | Garmin-Barracuda | 28    |
| 3 | Michael Albasini (SUI)     | GreenEDGE        | 25    |

|   | Ciclista                      | Equip           | Punts |
| - | ----------------------------- | --------------- | ----- |
| 1 | Tomasz Marczynski (POL)       | Vacansoleil-DCM | 10    |
| 2 | Julián Sánchez Pimienta (ESP) | Caja Rural      | 6     |
| 3 | Romain Zingle (BEL)           | Cofidis         | 4     |
| 3 | Marcos García Fernández (ESP) | Caja Rural      | 4     |

|   | Ciclista               | Equip        | Temps       |
| - | ---------------------- | ------------ | ----------- |
| 1 | Alberto Losada (CAT)   | Team Katusha | 24h 18' 01" |
| 2 | David de la Cruz (CAT) | Caja Rural   | + 17' 15"   |
| 3 | Jordi Simón (CAT)      | Andalucía    | + 31' 24"   |

|   | Equip            | País         | Temps       |
| - | ---------------- | ------------ | ----------- |
| 1 | Garmin-Barracuda | Estats Units | 72h 51' 51" |
| 2 | Team Katusha     | Rússia       | + 2' 19"    |
| 3 | Saur-Sojasun     | França       | + 3' 55"    |

### UCI World Tour
La Volta a Catalunya atorga punts per l'UCI World Tour 2012 sols als ciclistes dels equips de categoria ProTeam.
| Posició               | 1r  | 2n | 3r | 4t | 5è | 6è | 7è | 8è | 9è | 10è |
| Classificació general | 100 | 80 | 70 | 60 | 50 | 40 | 30 | 20 | 10 | 4   |
| Per etapa             | 6   | 4  | 2  | 1  | 1  |    |    |    |    |     |

| #  | Ciclista              | Equip                   | Punts |
| -- | --------------------- | ----------------------- | ----- |
| 1  | Michael Albasini      | GreenEDGE               | 112   |
| 2  | Samuel Sánchez        | Euskaltel–Euskadi       | 88    |
| 3  | Jurgen Van den Broeck | Lotto-Belisol           | 70    |
| 4  | Rigoberto Urán        | Team Sky                | 63    |
| 5  | Daniel Martin         | Garmin-Barracuda        | 60    |
| 6  | Damiano Cunego        | Lampre-ISD              | 44    |
| 7  | Robert Kiserlovski    | Astana Qazaqstan Team   | 31    |
| 8  | Matteo Carrara        | Vacansoleil-DCM         | 21    |
| 9  | Dario Cataldo         | Omega Pharma-Quick Step | 15    |
| 10 | Janez Brajkovič       | Astana Qazaqstan Team   | 6     |

| Classificats de l'11 al 21 | Classificats de l'11 al 21 | Classificats de l'11 al 21 | Classificats de l'11 al 21 |
| -------------------------- | -------------------------- | -------------------------- | -------------------------- |
| 11                         | Allan Davis                | GreenEDGE                  | 4                          |
| 11                         | Francesco Gavazzi          | Astana Qazaqstan Team      | 4                          |
| 11                         | Michał Gołaś               | Omega Pharma-Quick Step    | 4                          |
| 11                         | Denís Ménxov               | Team Katusha               | 4                          |
| 11                         | Sergio Pardilla            | Movistar Team              | 4                          |
| 11                         | Sylwester Szmyd            | Liquigas-Cannondale        | 4                          |
| 17                         | Mikaël Cherel              | AG2R La Mondiale           | 1                          |
| 17                         | Ben Gastauer               | AG2R La Mondiale           | 1                          |
| 17                         | Juan José Haedo            | Team Saxo Bank             | 1                          |
| 17                         | Ryder Hesjedal             | Garmin-Barracuda           | 1                          |
| 17                         | Thomas Rohregger           | RadioShack-Nissan          | 1                          |
| 17                         | Kenny van Hummel           | Vacansoleil-DCM            | 1                          |

## Evolució de les classificacions
| Etapa (Vencedor)            | Classificació general | Classificació de la muntanya | Classificació dels esprints | Classificació del millor català | Classificació per equips |
| --------------------------- | --------------------- | ---------------------------- | --------------------------- | ------------------------------- | ------------------------ |
| 1a etapa (Michael Albasini) | Michael Albasini      | Michael Albasini             | Anthony Delaplace           | Jordi Simón                     | GreenEDGE                |
| 2a etapa (Michael Albasini) | Michael Albasini      | Michael Albasini             | Anthony Delaplace           | Alberto Losada                  | Team Sky                 |
| 3a etapa Janez Brajkovic)   | Michael Albasini      | Chris Anker Sørensen         | Michael Albasini            | Alberto Losada                  | Team Sky                 |
| 4a etapa (Rigoberto Urán)   | Michael Albasini      | Chris Anker Sørensen         | Julián Sánchez Pimienta     | Alberto Losada                  | Garmin-Barracuda         |
| 5a etapa (Julien Simon)     | Michael Albasini      | Chris Anker Sørensen         | Tomasz Marczyński           | Alberto Losada                  | Garmin-Barracuda         |
| 6a etapa (Samuel Sánchez)   | Michael Albasini      | Chris Anker Sørensen         | Tomasz Marczyński           | Alberto Losada                  | Garmin-Barracuda         |
| 7a etapa (Julien Simon)     | Michael Albasini      | Chris Anker Sørensen         | Tomasz Marczyński           | Alberto Losada                  | Garmin-Barracuda         |
| Final                       | Michael Albasini      | Chris Anker Sørensen         | Tomasz Marczyński           | Alberto Losada                  | Garmin-Barracuda         |